# Anna Identici (album)
Anna Identici è il primo album della cantante Italiana Anna Identici, pubblicato dalla casa discografica Ariston Records nel 1966.

## Tracce

### LP
Lato A
1. Un bene grande così – 3:37 (testo: Giorgio Calabrese – musica: Gianluigi Guarnieri)
2. Bentornato a casa – 2:42 (testo: Silvana Simoni – musica: Gianluigi Guarnieri)
3. Il bene che mi dai – 2:48 (testo: Franco Califano – musica: Gianluigi Guarnieri)
4. Una lettera al giorno – 2:25 (testo: Franco Califano – musica: Gianluigi Guarnieri)
5. Sette uomini d'oro – 2:05 (testo: Silvana Simoni – musica: Armando Trovajoli)

Lato B
1. Una rosa da Vienna – 2:44 (testo: Bruno Lauzi – musica: Gianluigi Guarnieri)
2. Sempre così – 2:12 (testo: Franco Califano – musica: Gianluigi Guarnieri)
3. Uno ha bisogno dell'altro – 2:42 (testo: Giorgi Calabrese – musica: Mario Robbiani, William Marino)
4. Che timido tu sei (Cover del brano "Stand a Little Closer") – 2:20 (testo: Jack Wolf; adattamento testo in italiano di Mogol e Alessandro Colombini – musica: Maurice "Bugs" Bower)
5. Lo stile adatto a me (Cover del brano "I Wish I Knew What Dress to Wear") – 2:35 (Gloria Shayne, Noel Regney)

## Musicisti
- Anna Identici – voce
- Gianfranco Intra – direttore orchestra, arrangiamenti ("Un bene grande così")
- "Ariston Singers" – cori ("Un bene grande così")
- Franco Tadini – direttore orchestra, arrangiamenti ("Bentornato a casa", "Il bene che mi dai", "Una lettera al giorno", "Una rosa da Vienna" e "Sempre così")
- Armando Trovajoli – direttore orchestra, arrangiamenti ("Sette uomini d'oro" e "Che timido tu sei")
- Mario Robbiani – direttore orchestra, arrangiamenti ("Uno ha bisogno dell'altro")
- Angel Pocho Gatti – direttore orchestra, arrangiamenti ("Lo stile adatto a me")